# Pseudopanurgus virginicus
Pseudopanurgus virginicus är en biart som först beskrevs av Cockerell 1907.  Pseudopanurgus virginicus ingår i släktet Pseudopanurgus och familjen grävbin. Inga underarter finns listade i Catalogue of Life.